# Tito Flavio Sulpiciano

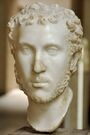
Busto de Tito Flavio Sulpiciano.

Tito Flavio Claudio Sulpiciano, en latín: Titus Flavius Claudius Sulpicianus (c. 137-197), fue un senador romano del siglo II, que fue cónsul sustituto (suffectus) e intento convertirse en emperador romano después del asesinato de Helvio Pertinax en 193.

## Orígenes familiares
Sulpiciano probablemente nació en el pueblo de Yerápetra, en la isla de Creta, alrededor del año 137. Su padre fue Flavio Ticiano, miembro del orden ecuestre que sirvió como prefecto de Egipto durante el reinado de Adriano.

## Carrera política
Los comienzos de su carrera política son desconocidos, pero alrededor del año 170 fue nombrado cónsul sustituto. Durante esa década fue miembro de los Hermanos Arvales y procónsul o gobernador romano de Asia en 186. Es posible que estuviera involucrado en la conspiración que acabó en el asesinato de Cómodo el 31 de diciembre de 192. A comienzos de 193 fue nombrado praefectus urbi de Roma como resultado de sus vínculos matrimoniales con el emperador Pertinax, ya que su hija, Flavia Ticiana, se había casado con el nuevo emperador como un intento de aquel de ganar el apoyo de la aristocracia senatorial.

## Intento de coronación
Tras el asesinato de su yerno, el emperador Pertinax, el 28 de marzo, se vio obligado a sofocar la insurrección de la guardia pretoriana. Pero rápidamente se le ofreció el título imperial y Supiciano buscó el apoyo de los pretorianos como respaldo. Procedió a ofrecerle a cada soldado 20.000 sestercios, equivalente a ocho veces su sueldo anual, la misma cantidad que les dio Marco Aurelio en el 161. Para su desgracia, otro senador apareció y les ofreció una cifra todavía más alta, 25.000 sestercios; era Didio Juliano, quien finalmente se impuso. Juliano fue saludado como Imperator por los pretorianos y el nuevo emperador procedió a perdonar a su rival, conservando a Sulpiciano como prefecto de la capital.

## Ejecución
Sulpiciano sobrevivió a la muerte de Juliano y la llegada del victorioso Septimio Severo. Sin embargo, debido a su apoyo al pretendiente Clodio Albino, fue juzgado y ejecutado en 197.

## Descendencia
Sulpiciano tuvo al menos dos hijos: Tito Flavio Ticiano, quien fue cónsul sustituto en el año 200 aproximadamente, y Flavia Ticiana, esposa del emperador Pertinax. Sulpiciano tuvo numerosas fincas en los alrededores de Palestrina.